# 大峯奥駈道

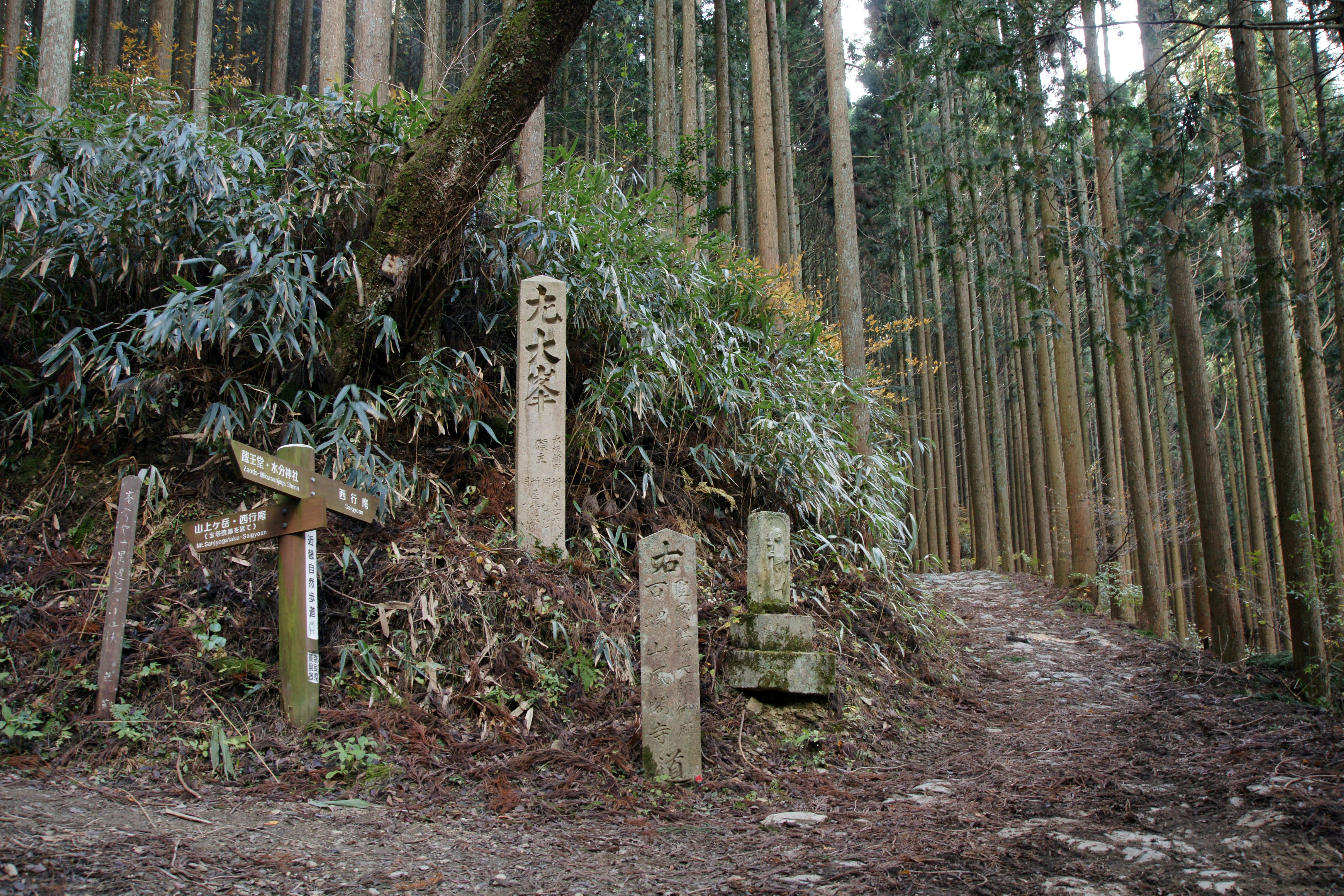
吉野山奥千本にある道標（大峯奥駈道は手前から左へ続く、右は百貝岳方面への分岐）

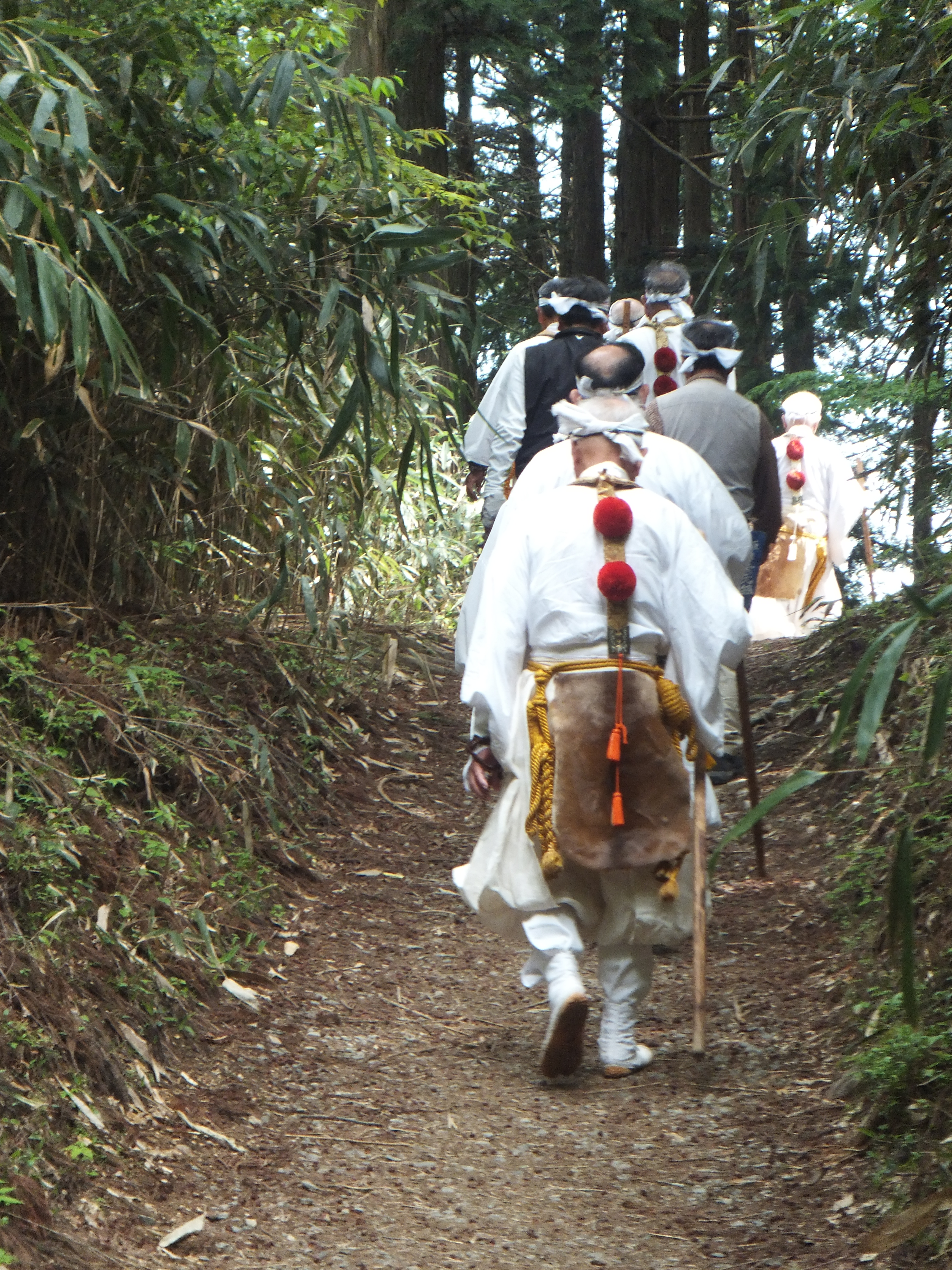
奥駈道を行く修行者

大峯奥駈道（おおみねおくがけみち）は、吉野と熊野を結ぶ大峯山を縦走する、修験道の修行の道。1000-1900m級の険しい峰々を踏破する「奥駈」という峰入修行を行なう約80kmに渡る古道を指す
2002年（平成14年）12月19日、国の史跡「大峯奥駈道」として指定された。ユネスコの世界遺産『紀伊山地の霊場と参詣道』（2004年〈平成16年〉7月登録）の一部。

## 概要
大峯奥駈道は、修験道の根本道場である金峯山寺などがある奈良吉野山と熊野三山を結ぶ、もとは修験道の修行場として開かれた道であり、熊野古道の中で最も険阻なルートをなす。修験道の開祖とされる役行者が8世紀初頭に開いたとされる。今日、一般的に大峰山（大峯山）といえば山上ヶ岳を指すが、大峯奥駈道でいう「大峯」とは、吉野から山上ヶ岳を経てさらに奥の山々、そして最終的には熊野三山に至る大峰山脈を縦走する修行の道全体を指している。道中の最高峰は八経ヶ岳の1915m。
吉野から熊野まで、神社や寺のほかに、大峰山脈の主稜線沿いに75の靡（なびき）と呼ばれる行場（霊場）があり、修験者は5月3日の大峯山寺の戸開けから9月23日の戸閉めまでの間に奥駈修行を行なう。奥駈は修験道でもっとも重視される修行であり、神仏が宿るとされる岩や峰、滝などで祈りを捧げる。宗教上の理由から、山上ヶ岳の北「五番関」から南の「阿弥陀ヶ森」までは女人禁制。

### 大峯奥駈
大峯奥駈とは本来、大峯山寺より奥の「靡（なびき）」に進むことを奥駈と云われていた。修行場は「靡」と呼ばれ、ひとつひとつに番号が割り当てられている。すなわち、熊野本宮大社の本宮証誠殿（1番）にはじまり、吉野川河岸の柳の宿（75番）に終わる。この大峯七十五靡は75箇所を数えるが、これは歴史的に整理されてきた結果であり、もっと多くの靡が設けられていた時期もある。
江戸時代の紀州藩の宗教政策や明治時代の修験道禁止令以降、奥駈道の水場に乏しい南部は荒廃し忘れ去られた。しかし1980年以降の前田勇一たちの活動と、これを引き継いだ新宮山彦ぐるーぷなどの尽力により、持経宿、行仙宿、平治宿に山小屋が建てられ、南奥駈道は再興された。

### 順峯と逆峯
これら行場を巡る方法には2つの方法が知られている。ひとつは、本宮から吉野に向かう順峯（じゅんぷ）、他方は、逆に吉野から本宮に向かう逆峯（ぎゃくふ）で、それぞれに主宰する宗派が異なる。順峯は天台宗系の聖護院（本山派）が、逆峯は真言宗系の醍醐寺三宝院（当山派）がそれぞれ主導する。中世の熊野を支配し、熊野詣の先達をつとめたのは天台宗系の本山派であり、大峯奥駈についても本山派が先行していたが、近世以降の熊野詣の衰退に伴って、江戸時代から今日まで、両派とも吉野から入るのが一般的かつ正統的なものとされている。ただ、中世の熊野詣を主導した天台宗系による順峯は、那智山青岸渡寺によって復興され、今日でも行われているので、完全に途絶したわけではない。
水場が乏しいこともあって、前鬼宿（奈良県下北山村）太古の辻以南の部分（南奥駈と呼ばれることもある）はたどられないことが一般的であり、現在でも大峯七十五靡を踏破する奥駈の行をおこなう寺院は限られている。

## 75の靡
以下に示すリストは、現在の聖護院が示すものに従う（逆峯の順番）。どの修験教団でも、靡の名はおおむね一致しているが、一部異なるものがあることに注意されたい。
| - 第75 柳の宿（やなぎのしゅく） - 第74 丈六山（じょうろくさん） - 第73 吉野山（よしのさん） - 第72 水分神社（みくまりじんじゃ） - 第71 金峯神社（きんぷじんじゃ） - 第70 愛染の宿（あいぜんのしゅく） - 第69 二蔵宿（にぞうのしゅく） - 第68 浄心門（じょうしんもん） - 第67 山上岳（さんじょうがたけ） - 第66 小篠の宿（おざさのしゅく） - 第65 阿弥陀森（あみだがもり） - 第64 脇の宿（わきのしゅく） - 第63 普賢岳（ふげんだけ） - 第62 笙の窟（しょうのいわや） - 第61 弥勒岳（みろくだけ） - 第60 稚児泊（ちごどまり） - 第59 七曜岳（しちようだけ） - 第58 行者還（ぎょうじゃがえり） - 第57 一の多和（いちのたわ） - 第56 石休宿（いしやすみのしゅく） - 第55 講婆世宿（こうばせのしゅく） - 第54 弥山（みせん） - 第53 頂仙岳（ちょうせんがたけ） - 第52 古今宿（ふるいまじゅく） - 第51 八経ヶ岳（はっきょうがたけ） - 第50 明星ヶ岳 - 第49 菊の窟（きくのいわや） - 第48 禅師の森（ぜんじのもり） - 第47 五鈷嶺（ごこのみね） - 第46 舟の多和（ふねのたわ） - 第45 七面山（しちめんさん） - 第44 楊枝の宿（ようじのしゅく） - 第43 仏性ヶ岳（ぶっしょうがたけ） - 第42 孔雀岳（くじゃくだけ） - 第41 空鉢岳（くうはちだけ） - 第40 釈迦ヶ岳（しゃかがたけ） - 第39 都津門（とつもん） - 第38 深仙宿（じんせんのしゅく） - 第37 聖天の森（しょうてんのもり） - 第36 五角仙（ごかくせん） - 第35 大日岳（だいにちだけ） - 第34 千手岳（せんじゅだけ） - 第33 二つ岩（ふたついわ） - 第32 蘇莫岳（そばくさだけ） - 第31 小池宿（こいけのしゅく） - 第30 千草岳（ちぐさだけ） - 第29 前鬼山（ぜんきさん） - 第28 前鬼三重滝（ぜんきのさんじゅうのたき） - 第27 奥森岳（おくもりだけ） - 第26 子守岳（こもりだけ） - 第25 般若岳（はんにゃだけ） - 第24 涅槃岳（ねはんだけ） - 第23 乾光門（けんこうもん） - 第22 持経宿（じきょうのしゅく） - 第21 平治宿（へいじのしゅく） - 第20 怒田宿（ぬたのしゅく） - 第19 行仙岳（ぎょうせんだけ） - 第18 笠捨山（かさすてやま） - 第17 槍ヶ岳（やりがたけ） - 第16 四阿宿（しあのしゅく） - 第15 菊ヶ池 - 第14 拝返し（おがみかえし） - 第13 香精山（こうしょうざん） - 第12 古屋宿（ふるやのしゅく） - 第11 如意珠岳（にょいじゅがだけ） - 第10 玉置山（たまきさん） - 第9 水呑宿（みずのみのしゅく） - 第8 岸の宿（きしのしゅく） - 第7 五大尊岳（ごだいそんだけ） - 第6 金剛多和（こんごうたわ） - 第5 大黒岳（だいこくだけ） - 第4 吹越山（ふきこしやま） - 第3 新宮（熊野速玉大社） - 第2 那智山（なちさん、熊野那智大社） - 第1 本宮大社（本宮証誠殿） （出典：修験道修行大系編纂委員会[1994]） | 靡と関連行場を行く（逆峰） 柳の渡し（世界遺産登録範囲外の大淀町にある）75靡 柳の宿跡75靡 高台に移転された新・柳の宿の祠73靡 吉野山（金峯山寺）72靡 水分神社71靡 金峯神社67靡 山上岳（大峯山寺）山上岳の行場・鐘掛岩山上岳へ至るための鐘掛岩の鎖場63靡 普賢岳 62靡 笙の窟60靡 稚児泊59靡 七曜岳58靡 行者還57靡 一の多和55靡 講婆世宿54靡 弥山51靡 八経ヶ岳50靡 明星ヶ岳47靡 五鈷嶺 五鈷嶺を越えるための垂直岩場46靡 舟の多和43靡 仏性ヶ岳42靡 孔雀岳の行場・孔雀ノ覗41靡 空鉢岳42靡孔雀岳と41靡空鉢岳間にある「椽(えん)の鼻」40靡 釈迦ヶ岳41靡空鉢岳と40靡釈迦ヶ岳間にある難所「馬の背」38靡 深仙宿の深仙灌頂堂27靡 奥守岳 26靡 子守岳（地蔵岳）25靡 般若岳23靡 乾光門24靡 涅槃岳22靡 持経宿の持経千年桧不動尊20靡 怒田宿19靡 行仙岳19靡行仙岳麓の行者堂18靡 笠捨山18靡笠捨山山頂の祠 10靡 玉置山（玉置神社）3靡 新宮（熊野速玉大社）2靡 那智山（熊野那智大社）1靡 熊野本宮大社 |

## 文化財
- 大峯奥駈道 - 国の史跡（2002年〈平成14年〉12月19日指定[2]、備崎経塚群を含む[8]）。

## 映像
- 「大峯奥駈」総本山金峯山寺・NHK共同制作、1987年
- NHKスペシャル「心の行・熊野奥駈け」NHK、1999年放映